# Tarek Hussein
 (juin 2020).
Pour les articles homonymes, voir Hussein.
Tarek Hussein, né en 1993 à Qalyubiya, est un avocat et défenseur des droits de l'homme égyptien.
Il a travaillé comme avocat pour le « Egyptian Center for Economic and Social Rights » et il est membre fondateur et jeune leader du Parti de la Constitution (de Mohamed el-Baradei).

## Biographie
Tarek Hussein est né en 1993 à Qalyubiya. Il obtient son diplôme à la Faculté de Droit de l'Université de Banha en 2016. Il rejoint l'Egyptian Center for Economic and Social Rights (en) (ECESR), en tant qu'avocat des droits de l'homme, croyant à l'importance de défendre les droits des travailleurs et les droits des citoyens à exprimer leurs opinions.

## Activisme politique
Il  participe à la création du Parti de la Constitution (Égypte) en 2012 et est l'un de ses membres fondateurs. Il occupe plusieurs postes au sein du parti dans sa province à Qalyubiya jusqu'à assumer le poste de secrétaire adjoint du Comité des droits et libertés depuis 2015 jusqu'à maintenant. Il a participé également à la création de la campagne populaire pour soutenir Khaled Ali comme président de l'Égypte en 2014, jusqu'au retrait de Khalid Ali en raison de la situation politique et de la suppression des libertés. Le parti a participé également à la campagne populaire pour soutenir la candidature de Khaled Ali à la présidence de l'Égypte en 2018, jusqu'à son retrait à cause de la fermeture de la sphère publique et de l'arrestation de candidats à la présidence.

## Activités de droits de l’homme
- Campagne « Pays sans torture »
- Campagne pour la liberté des détendus
- Avocat dans le Egyptian Center for Economic and Social Rights.
- Campagne La négligence médicale dans les prisons est un crime.
- Secrétaire adjoint du Comité des droits et des libertés du Parti de la Constitution.
- Chercheur juridique au Centre de Soutien à la Transition Démocratique et aux Droits de l’Homme[6].